# 麻武乡
麻武乡，是中华人民共和国甘肃省平凉市崆峒区下辖的一个乡镇级行政单位。

## 行政区划
麻武乡下辖以下地区：
麻武村、端立村、杨家山村、城子村、石家沟村、后沟村和月明村。